# Tjokkastjärnen
Tjokkastjärnen är en sjö i Sorsele kommun i Lappland och ingår i Umeälvens huvudavrinningsområde. Sjöns area är 0,03 kvadratkilometer och den befinner sig 378 meter över havet.